# アーサー・コンリー
アーサー・コンリー（Arthur Conley、1946年1月4日 - 2003年11月17日）は、アメリカ合衆国の歌手。アーサー・コンレイとも表記される。

## 来歴・人物
ジョージア州マッキントシュ郡に生まれ、アトランタで育った。アーサー＆ザ・コルヴェッツというグループのリード・シンガーとして活動したのちソロとなった。
1967年2月、オーティス・レディングと共作した「スウィート・ソウル・ミュージック」を発表。全米2位、R&Bチャートでも2位を記録する大ヒットとなった。
1975年にイギリスに移住。ベルギーで過ごしたのち、1977年春にオランダに移り、同国を終の棲家とした。
2003年11月17日、大腸がんによりオランダで死去。
コンリーは同性愛者であったが、そのことを公表はしなかった。29歳でヨーロッパに渡り、オランダでリー・ロバーツと名前を変えるまで至ったのは自身の性的指向と社会との関係によるものだったと言われている。

## ディスコグラフィー

### シングル、アルバム
- スウィート・ソウル・ミュージック　1967
- "Aunt Dora's Soul Love Shack", 1968
- "Burning Fire"
- "Baby, What You Want Me To Do"
- "Day-O", 1969
- "Flossie Mae", 1963,  Arthur & the Corvets
- "Funky Street", 1968, #5 R&B, #14 pop
- "God Bless", 1970, Top 40 R&B
- "Ha Ha Ha"
- "I Believe", 1963, Arthur & the Corvets
- "I Can't Stop (No, No, No)", 1966, ダン・ペン作曲
- "I Got A Feeling"
- "I'm a Lonely Stranger", 1964